# 山本省三 (陸軍軍人)
山本 省三（やまもと しょうぞう、1893年（明治26年）3月11日 - 1949年（昭和24年）7月8日）は、大日本帝国陸軍軍人。最終階級は陸軍主計少将。

## 経歴
1893年（明治26年）に滋賀県で生まれた。陸軍経理学校第9期を1915年（大正4年）に、陸軍経理学校高等科を1924年（大正13年）に卒業した。1939年（昭和14年）3月に陸軍糧秣本廠廠員に就任し、1940年（昭和15年）8月に陸軍主計大佐に進級した。1946年（昭和16年）3月に第11軍野戦貨物廠長に就任し、日中戦争に出動。1942年（昭和17年）8月に第15師団経理部長（第13軍）に転じ、1943年（昭和18年）6月に第25軍経理部長（南方軍）に就任し、スマトラ島に出征。1945年（昭和20年）6月10日に陸軍主計少将に進級した。
終戦後戦犯として逮捕され、オランダによってメダン裁判で裁かれた。スマトラ島内の捕虜収容所で連合国軍捕虜に過酷な労働を強いて、劣悪な環境で死者を多数出したことから、求刑は無期であったが銃殺刑となった。山本を担当した裁判長は日本軍に捕虜として収容されていたため、復讐の意味があったとされる。 1949年（昭和24年）7月8日に執行された。1948年（昭和23年）1月31日、公職追放仮指定を受けている。